# Locust Grove (Georgia)
Locust Grove es un pueblo ubicado en el condado de Henry en el estado estadounidense de Georgia. En el censo de 2000, su población era de 2.322.

## Demografía
En el 2000 la renta per cápita promedia del hogar era de $42,188, y el ingreso promedio para una familia era de $46,042. El ingreso per cápita para la localidad era de $16,120. Los hombres tenían un ingreso per cápita de $32,094 contra $22,845 para las mujeres.

## Geografía
Locust Grove se encuentra ubicado en las coordenadas 33°20′44″N 84°6′18″O / 33.34556, -84.10500 (33.345499, -84.104991).
Según la Oficina del Censo, la localidad tiene un área total de 5,7 km² (2,2 mi²), de la cual 5,5 km² (2,1 mi²) es tierra y 0,2 km² (0 mi²) (4.80%) es agua.